# Andreas Szigat
Andreas Szigat (n. 27 septembrie 1971, Frankfurt (Oder), Frankfurt (Oder) District⁠(d), RDG) este un înotător german, medaliat olimpic. A participat la o ediție a Jocurilor Olimpice (1992) în care a câștigat o medalie de bronz.

## Participări
Lista de mai jos prezintă principalele competiții la care a participat Andreas Szigat de-a lungul carierei.
- swimming at the 1992 Summer Olympics – men's 4 × 100 metre freestyle relay[*]